# Karcachi
Karcachi (gruzínsky ხოზაფინი, კარწახის ტბა; Chozapini, Karcachis Tba, turecky Aktaş Gölü) je jezero na hranici Gruzie a Turecka v Džavachetské sopečné plošině na Malém Kavkazu. Severovýchodní část leží v gruzínském kraji Samcche-Džavachetie, jihozápadní v turecké provincii Ardahan. Jedná se o druhé největší jezero Gruzie, ale to pouze pokud by se počítala celá jeho rozloha, jelikož z celkové rozlohy 26,3 km² se 14 km² nachází na území Turecka. Dosahuje maximální hloubky 1,0 m a leží v nadmořské výšce 1799 m.

## Vodní režim
Rozloha může v závislosti na mohutnosti zdrojů vody dosáhnout až 26,6 km².

## Využití
Nedaleko severovýchodního břehu leží vesnice Karcachi. Jezero je významnou ptačí lokalitou. Vyskytuje se zde jedna z největších populací výrů velkých v zemi. Vyskytují se zde také pelikán kadeřavý a bílý.